# Hanacpachap cussicuinin
El «Hanacpachap cussicuinin» (o Hanaq pachap kusikuynin, en ortografía moderna; Alegría del Cielo, en español) es un himno procesional para las festividades dedicadas a la Virgen María compuesto en letra y música antes de 1622 por un estudiante inca del sacerdote secular Juan Pérez Bocanegra y publicado por él mismo en la Ciudad de los Reyes (hoy Lima) en 1631. Se trata de la primera obra polifónica compuesta y publicada en el Nuevo Mundo. Su letra está escrita en quechua.

## Controversia sobre la autoría
Aunque la música encaja plenamente en el barroco europeo imperante en aquellos años y la publicación aparece largamente firmada ("Por el bachiller Juan Pérez Bocanegra, presbítero, en la lengua quechua general: examinador en ella, y en la aimara, en este obispado. Beneficiado propietario del pueblo de San Pedro de Andahuaylillas la chica".), hay especialistas que cuestionan la autoría de Bocanegra basándose en supuestos errores formales que serían impropios de alguien que ejerció como corrector de libros corales en la catedral del Cuzco, y en las raíces culturales quechuas detectables en la composición, de modo que directamente la atribuyen a un anónimo estudiante indígena, sin justificar cómo en ese caso tampoco fue corregida por el maestro antes de publicarla.
Las raíces quechuas de la obra pueden comprenderse en el contexto en que vivió Bocanegra, quien se involucró muy directamente en las controversias con los jesuitas sobre cómo trasladar la terminología cristiana a los nativos; a diferencia de los jesuitas que, siguiendo la doctrina emanada del Tercer Concilio Limense (1583), eran partidarios de incorporar directamente el vocabulario religioso en español o bien introduciendo nuevas formas verbales al quechua, para evitar heterodoxias, aunque transcribiéndolo a quipus, Bocanegra prefirió, al modo franciscano (ya que, a pesar de ser seglar, se sentía muy vinculado a esta orden), adaptarse en lo posible a la lengua y a la rica tradición andinas. Este autor dominó el idioma quechua hasta tal grado que pudo escribir la primera gramática fonética hispano-quechua. Su principal obra literaria, el Ritual formulario e Institución de curas (1631), en la que se incluye la publicación del “Hanac Pachap cussicuinin”, se escribió originalmente en quechua, salvo algunas paráfrasis en español.

## Historia
La primera constancia del "Hanacpachap cussicuinin" aparece en el Ritual publicado por el fraile seglar Juan Pérez Bocanegra en 1631, titulado Ritval formulario; e institución de cvras para administrar a los naturales de este reyno, los santos sacramentos del baptismo. Confirmación, eucaristía y viático, penitencia, extremaunción, y matrimonio: con aduertencias muy necessarias, que probablemente escribió inicialmente en su totalidad en lengua quechua collao-cuzqueña, y tradujo parte de él al español. El himno está organizado en cuatro partes. En aquella publicación, la partitura se encuentra en las páginas 708 del “Ritual” (voces de tiple y alto) y en la 708 (voces de tenor y bajo) para la primera estrofa, mientras el resto de las estrofas están en las páginas 710-712.
La obra, que es la primera salve del Virreinato del Perú, no se había vuelto a interpretar en la región donde se compuso (Cuzco) hasta que lo hizo el Coro Lima Triumphante en el año 2004 en la Iglesia de Andahuaylillas, bajo la dirección de José Quezada Macchiavello, pese a lo cual ha alcanzado gran difusión mundial y ha sido grabada en numerosas ocasiones desde 1990. La mayoría de las grabaciones se limitan a las dos primeras estrofas porque la música se repite en el resto. Sin embargo, el ensamble Ex Cathedra, dirigido por Jeffrey Skidmore, grabó en 2007 por primera vez la versión completa dividida en cuatro secciones y utilizando acompañamiento instrumental.

## Descripción

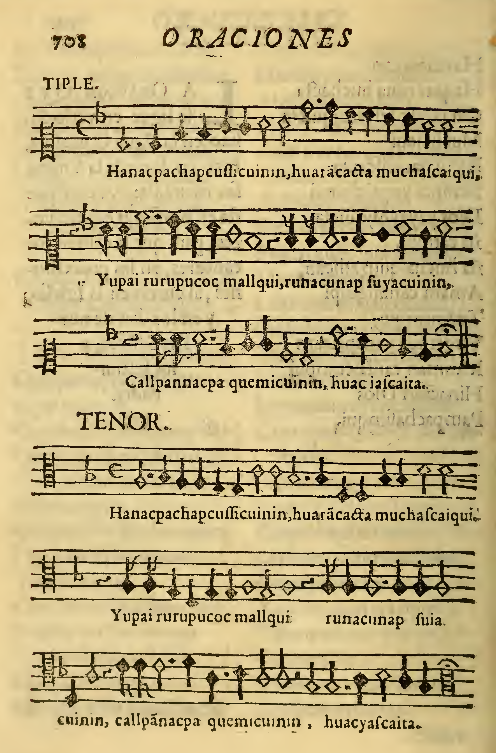
Primera página de la edición original (1631) del Hanacpachap cussicuinin.

Se trata de un himno procesional musicalizado al estilo barroco y dedicado a la Virgen María para ser cantado a cuatro voces a capela. Se trata de la primera composición polifónica editada en todo el continente americano. La música está inspirada en una canción popular española: ¿Con qué la lavaré?. En la búsqueda de la integración cultural, utiliza una versificación ambigua entre una variante de la estrofa sáfica, bastante frecuente en el siglo de Oro español, y el modo binario tradicional del quechua.
Su música está concebida para cuatro voces (tiple, alto, tenor y bajo) en estilo silábico (una nota por sílaba), homorrítmico (ritmo mantenido a lo largo de la obra) y con estructura armónica característica de la música sacra renacentista. El ritmo muestra una neta división en un 3+3+4+3+3+4, con cadencia sincopada en las siguientes marcas de metrónomo: 7, 11, y 14. Esta característica es similar a la que tenía una danza nativa llamada cachua, que por su tempo sugiere un lento avance de la procesión y probablemente con un fuerte vaivén en el movimiento de los fieles y del paso procesional para marcar el compás. Esta obra significa para la música lo mismo que la coetánea escuela cuzqueña para la pintura: una perfecta integración entre las tradiciones europeas y criollas del virreinato con las originarias de la región.
Bocanegra se refiere a su propia poética como estrofa sáfica, a pesar de que no se ajusta al esquema clásico de la misma. Son veinte estrofas. Cada estrofa está organizada en cinco versos de ocho sílabas y uno de cuatro sílabas que enlaza con la siguiente estrofa. Utiliza un lenguaje de extraordinario colorido cristiano en el que aúna símbolos cristianos e indígenas.
La letra tiene como finalidad hacer llegar la teología cristiana a través de la expresión ritual quechua. A los pasajes en quechua se suceden otros en español a modo de paráfrasis, y no de traducción. Como ejemplos, en sus textos en quechua identifica a Dios con el cerro Huanacauri (actualmente conocido como cerro Huanacaure, al pie del cual el hispano-inca Garcilaso sitúa la leyenda del origen del pueblo inca) y a la Virgen María con la constelación de las Pléyades o con la de la nube oscura de la llama y su cría. En realidad, la vinculación entre María y la luna o las estrellas forma parte de la simbología católica más tradicional, pero estos versos incorporan muchos conceptos inusuales en la tradición católica, como la de trasladar la fecundidad maternal de la virgen a la fecundidad agrícola, o la de hacerla tejedora de brocados. Se trata de uno de los himnos más antiguos a la Virgen María, en el que se pregunta a la Madre de Dios por el lugar que su Hijo reserva a los mortales en el Hanaq Pachap, el reino de los Cielos para los incas. Los epítetos dirigidos a la Virgen pueden interpretarse como el sincretismo entre la ortodoxia católica, y dan al mismo tiempo continuidad a las prácticas religiosas de la tradición andina. Sorprendentemente, mientras dos términos relacionados con las Pléyades son relevantes en el texto (qullqa y qatachillay), un tercero (unquy) está llamativamente ausente. Se explica porque los dos primeros relacionan a esa constelación con la fecundidad, mientras el tercero fue muy usado por el movimiento Taki Unquy, del que obviamente Bocanegra quiso distanciarse.
Una primera edición de la obra se conserva en la biblioteca de la Universidad Mayor de San Andrés, en La Paz. Esta oda es la primera salve cuzqueña, y se ha convertido en un verdadero himno de los Andes.

## Traducción de dos de las estrofas
La siguiente es un intento de traducción al español de las dos primeras estrofas:
| Versión original en quechua: Hanaq pachap kusikuynin Waranqakta much'asqayki Yupay ruru puquq mallki Runakunap suyakuynin Kallpannaqpa q'imikuynin Waqyasqayta. Uyariway much'asqayta Diospa rampan Diospa maman Yuraq tuqtu hamanq'ayman Yupasqalla, qullpasqayta Wawaykiman suyusqayta Rikuchillay. |  | Versión en español: Alegría del cielo Te doy miles de besos Árbol que sopla muchas semillas, Esperanza de los humanos, Sostén de quien no tiene fuerza, que llamo, Escúchame, tú que beso Tú que llevas a Dios, madre de Dios Al hamancay ((nombre de una flor de los Andes)) de blancas alas, La única ((sigue una voz que no pudé traducir)), Muestra solamente a tu Hijo lo que compartí (ó: Muestra solamente lo que compartía tu Hijo . |

## Grabaciones
- Agrupación Musical, Pérou-Guatémala, Musiques Des Cathédrales Latino-Américaines (ARB, 1991)
- Americas Vocal Ensemble, Gala del Día (Day's Splendor): Choral Music from the Americas (North/South, 2002)
- Cristina García Banegas, Norberto Broggini, y Francis Chapelet, De la musique des Conquistadores au livre d'orgue des indiens Chiquitos (K617, 1999)
- Boston Camerata, dir. Joel Cohen, Nueva Espana: Close Encounters in the New World, 1590–1690 (Erato, 1994)
- Camerata Renacentista de Caracas, Baroque Music of Latin America (Dorian, 2000)
- La Capella Reial de Catalunya y Hespèrion XXI, dir. Jordi Savall, Villancicos y Danzas Criollas (Alia Vox, 2004)
- Convivium Musicum, Old and New Christmas (Musica Rediviva, 2011)
- Coro Exaudi de La Habana, dir. María Felicia Pérez, El Gran Barroco del Perú (Jade Music, 2000)
- LIMA TRIUMPHANTE, dir. José Quezada Macchiaevllo (Hanacpachap CDS (2004)
- Cusco Polyphonic Chorus, Christmas in Cuzco (Arion, 1999)
- Ensemble Elyma, dir. Gabriel Garrido, Hanacpachap: Latin-American Music at the Time of the Conquistadores (Pan Classics, 1991)
- Ensemble Villancico, dir. Peter Pontvik, A La Xácara!: The Jungle Book of the Baroque (Caprice, 2000)
- Coro Justicia de Aragón, dir. Susana Sarfson, Hoy comamos y bebamos (Zaragoza, 2003).
- Ex Cathedra, dir. Jeffrey Skidmore, Fire burning in snow: Baroque Music from Latin America (Hyperion, 2007) (Primera versión completa de la obra)
- Savae, dir. Eric Casillas, Native Angels (Iago Music, 1996)
- Leonardo García Alarcón/Cappella Mediterranea/Chœur de Chambre de Namur/Ensemble Clematis, Carmina Latina (Ricercar, 2013)
- Coro 2.º y 3.° año del ESEAM Escuela de Música Juan Pedro Esnaola, Buenos Aires, Argentina. Arreglo y adaptación Robinson Degregorio (2020)

https://www.youtube.com/watch?v=I1MVg0elPCI

## Edición
- Juan Pérez Bocanegra. Ritual, formulario, e institución de curas para administrar a los naturales de este reyno, los santos sacramentos del baptismo, confirmación, eucaristía, y viatico, penitencia, extremauncion, y matrimonio: con aduertencias muy necessarias. Lima: Geronymo de Contreras, 1631. Facsímil en línea en el Internet Archive. (Esta pieza aparece en las páginas 708-712.)

- Datos: Q3126664
- Multimedia: Hanacpachap cussicuinin / Q3126664